# Asia Vieira
Asia Molly Vieira  (18 de mayo de 1982 en Toronto, Ontario), es una actriz de cine canadiense de ascendencia portuguesa.

## Carrera
A los seis años debutó en una película titulada The Good Mother en 1988 junto a Diane Keaton y Liam Neeson y en 1991 en la película de terror Omen IV: The Awakening, interpretando a Delia York, la hija del Anticristo, Damien Thorn, que fue interpretado por los actores Harvey Stephens en 1976, Jonathan Scott Taylor en 1978 y Sam Neill en 1981 en las tres primeras producciones de la saga. Estudió en el "Etobicoke School of the Arts" y se graduó como actriz. Más adelante estudió en la Universidad de Toronto donde se graduó con una licenciatura en historia.

## Filmografía
- The Good Mother (1988) como Molly Dunlap
- The Kissing Place (TV) (1990) como Melissa
- Omen IV: The Awakening (TV) (1991) como Delia York
- Used People (1992) como Norma
- Biggest Little Ticket (TV) (1994) como Glenda
- A Holiday to Remember (TV) (1995) como Jordy Giblin
- Flash Forward (TV) (1997–99) como Christine
- Are You Afraid of the Dark? (TV) (1999) como Meggie
- Dangerous Child (TV) (2001) como Kayla
- Guilt by Association (TV) (2002) como Hannah
- A Home at the End of the World (2004) como Emily
- I am an Apartment Building (TV) (2006) como Adolescente
- Gospel of Deceit (TV) (2006) como Margaret